# Micrixalus niluvasei
Micrixalus niluvasei es una especie de anfibio anuro de la familia Micrixalidae.

## Distribución geográfica
Esta especie es endémica de Karnataka en la India. Se encuentra en Niluvase en el distrito de Shimoga en Ghats Occidental.

## Descripción
El holotipo masculino mide 15,5 mm.

## Etimología
El nombre de su especie le fue dado en referencia al lugar de su descubrimiento, Niluvase.

## Publicación original
- Biju, Garg, Gururaja, Shouche & Walujkar, 2014 : DNA barcoding reveals unprecedented diversity in Dancing Frogs of India (Micrixalidae, Micrixalus): a taxonomic revision with description of 14 new species. Ceylon Journal of Science, Biological Sciences, vol. 43, n.º 1, p. 1－87[4]